# Giovanni Da Lezze

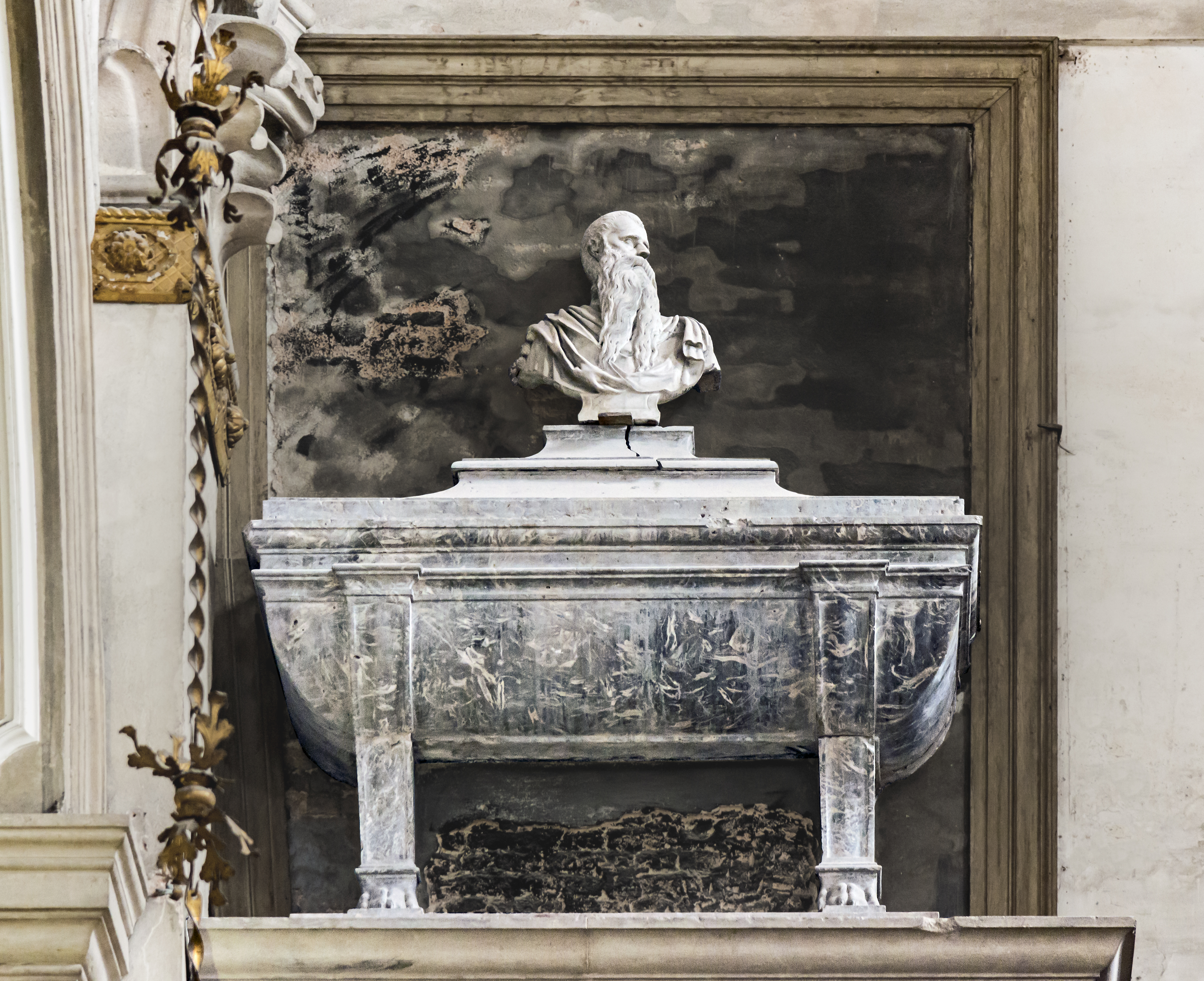
Tomba di Giovanni Da Lezze

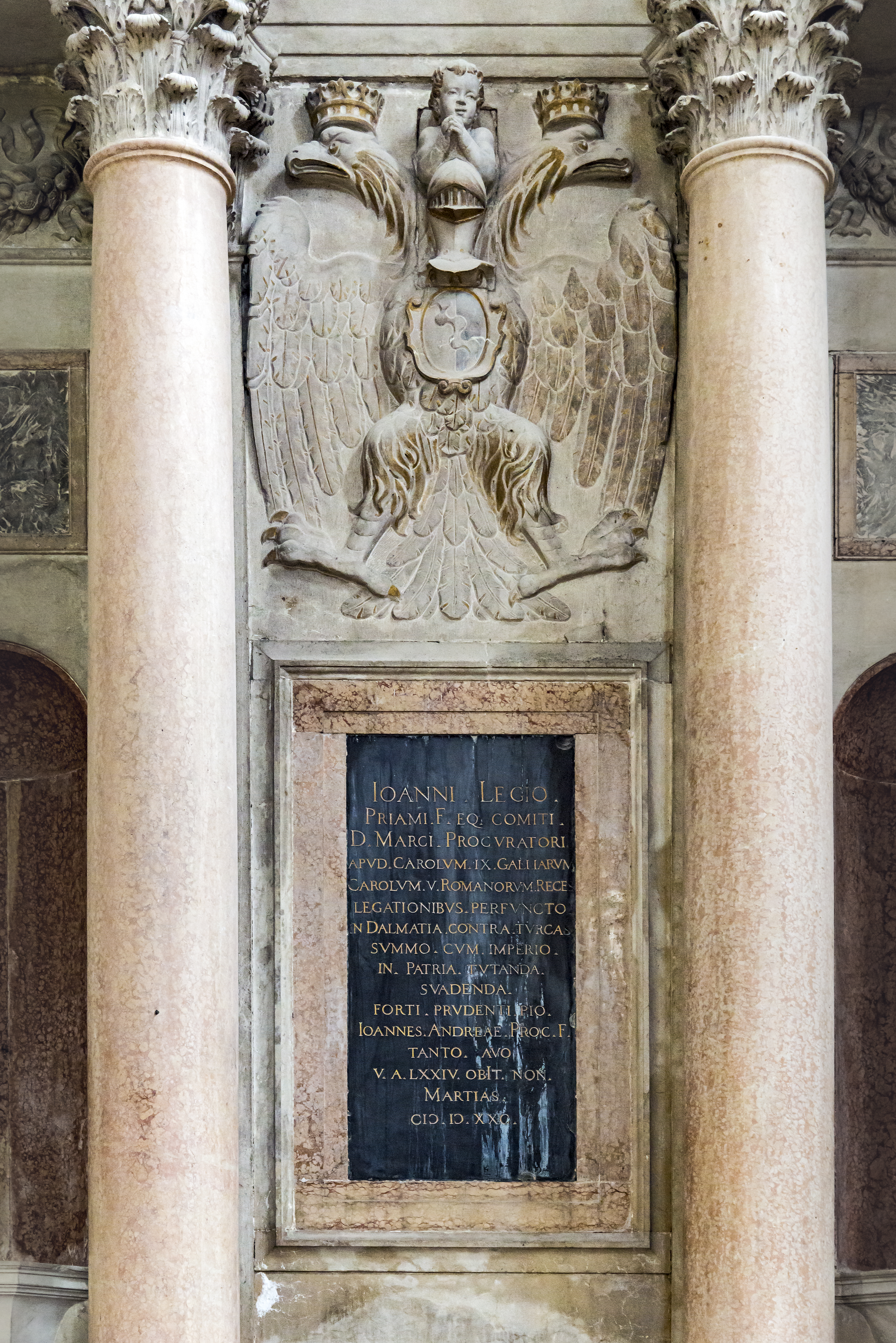
Epitaffio di Giovanni Da Lezze

Giovanni Da Lezze conte di Croce (Venezia, 15 aprile 1554 – Venezia, 12 settembre 1625) è stato un militare e politico italiano della Repubblica di Venezia.

## Biografia
Nato a Venezia nella nobile famiglia Da Lezze, visse tra il XVI e il XVII secolo e fu un importante militare e politico della Terraferma Veneziana.
Nel 1570 a seguito della guerra di Cipro fra la Repubblica di Venezia e i Turchi del sultano Selim II, Giovanni da Lezze fu nominato provveditore della Dalmazia e dell'Albania combattendo valorosamente a Zara. Fu capitano di Bergamo dal 17 aprile 1595 al 13 ottobre 1596, mentre il 12 dicembre 1608 fu nominato capitano di Brescia, carica che mantenne fino al 1610.
Nel 1596 Giovanni da Lezze compose una particolareggiata descrizione di Bergamo e del suo territorio.
Nel 1610 redasse per il Senato di Venezia il Catastico Bresciano, una dettagliata relazione comprendente non solo estimi catastali, ma anche il numero di fucine, mulini, locande e la loro produttività tracciando un quadro esauriente dell'economia bresciana.
Si ritirò a Venezia nel suo palazzo situato presso la Scuola Grande delle Misericordie per il quale, come scrisse nel testamento del 1624, spese 34.000 ducati per la sua costruzione. Nel 1630 risultava provveditore generale della Serenissima.

## Opere
- Descrizione di Bergamo e del suo territorio., 1596
- Catastico Bresciano, 1610
- Ordini statuiti per il territorio di Bergamo, Bergamo, Marc'Antonio Rossi, 1654

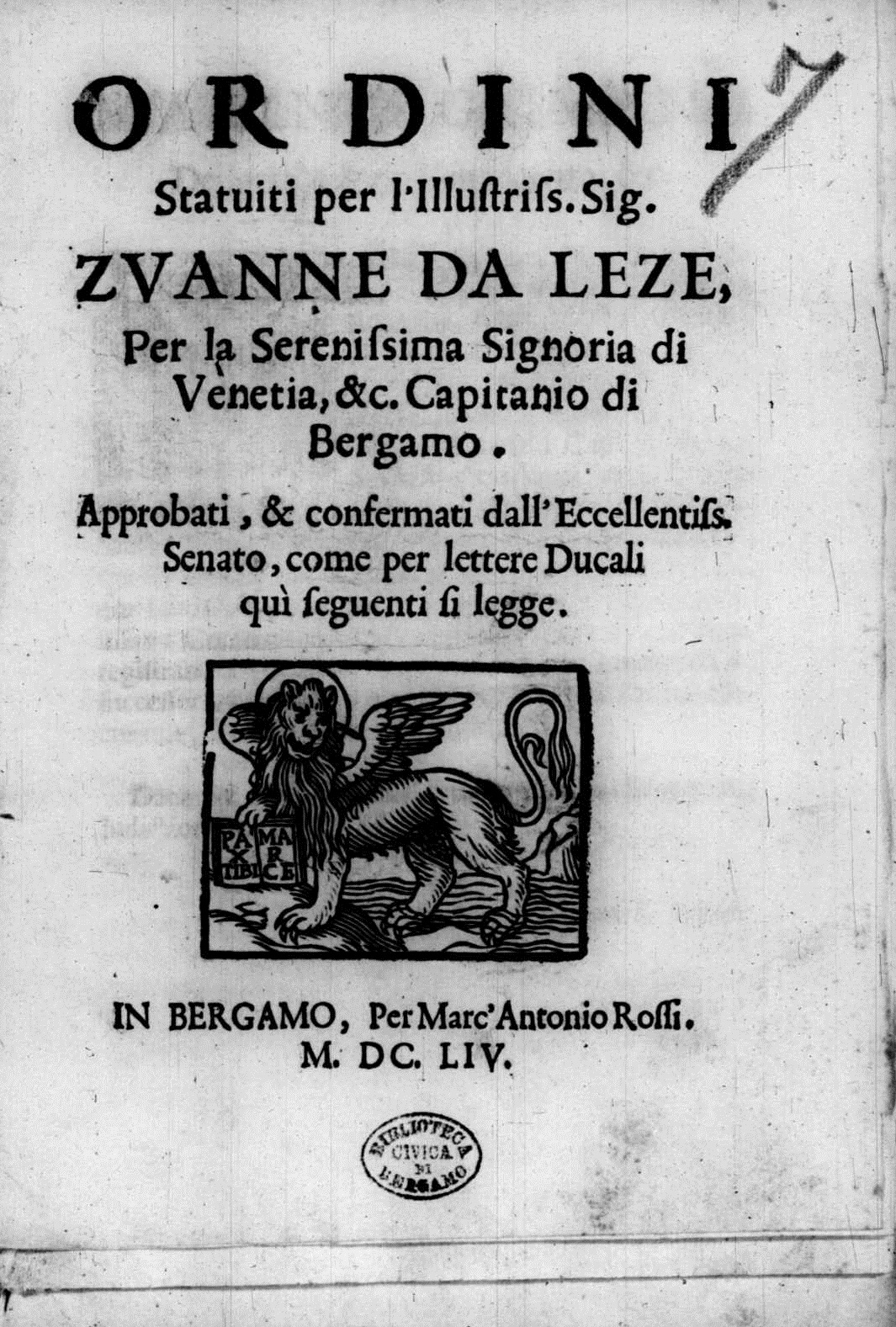
Ordini statuiti per il territorio di Bergamo, 1654